# Bach (comique troupier)
Pour les articles homonymes, voir Pasquier et Bach (homonymie).
Charles-Joseph Pasquier, dit Bach, est un chanteur comique troupier, acteur et dramaturge français, né le 9 novembre 1882 à Fontanil-Cornillon et mort le 19 novembre 1953 à Nogent-le-Rotrou.

## Biographie
Bach débute en 1899 mais devient célèbre en 1914 dans le registre comique troupier en créant, en même temps que Polin, de grands classiques du genre : Quand Madelon..., La Caissière du Grand Café ou Avec Bidasse (chansons reprises plus tard par Fernandel). Il forme ensuite le duo Bach et Laverne avec Henry-Laverne. Ils écrivent et enregistrent plus de 200 sketches entre 1928 et 1938. Paul Misraki s'est inspiré de leur sketch Tout va bien pour sa chanson Tout va très bien, Madame la Marquise (1931), interprétée par l'orchestre de Ray Ventura, et Fernand Raynaud lui doit son Toto, mange ta soupe.
Parallèlement, on l'aperçoit dans des revues de music-hall, notamment aux côtés de Marie Dubas ou Harry Pilcer. Dès les années 1930, il enchaîne films et pièces de théâtre. Sa carrière décline après la Seconde Guerre mondiale. Il reparaît sur scène à la fin des années 1940 et s'éteint en 1953.
Bach est enterré dans le cimetière de son village natal Fontanil-Cornillon (Isère), où une rue porte son nom.

## Filmographie
- 1911 : Prix de vertu de Albert Capellani
- 1911 : L'Art de payer ses dettes de Georges Monca
- 1911 : Le Pot de confitures de Georges Denola
- 1912 : Culture physique - production Gaumont
- 1912 : Qu'il est bête - production Gaumont
- 1912 : Lettre incohérente - production Gaumont
- 1914 : La Journée du soldat - production Gaumont
- 1930 : Le Tampon du capiston de Joe Francis et Jean Toulout : Cochu
- 1930 : Bobonne - court métrage -
- 1930 : Bonne Nuit - court métrage
- 1930 : Une grave erreur - court métrage - de Joe Francis
- 1931 : La Prison en folie de Henry Wulschleger
- 1931 : En bordée de Henry Wulschleger : Cartahu
- 1931 : La Disparue - court métrage - de Louis Mercanton
- 1931 : J'enterre ma vie de garçon - court métrage -
- 1932 : L'Affaire Blaireau de Henry Wulschleger : Blaireau
- 1932 : Le Champion du régiment de Henry Wulschleger
- 1933 : L'Enfant de ma sœur de Henry Wulschleger
- 1933 : Tire-au-flanc de Henry Wulschleger
- 1933 : Bach millionnaire de Henry Wulschleger : Papillon
- 1934 : Le Train de 8 heures 47  de Henry Wulschleger : Guillaumette
- 1934 : Sidonie Panache de Henry Wulschleger
- 1935 : Debout là-dedans ! de Henry Wulschleger
- 1935 : Bout de chou de Henry Wulschleger
- 1936 : J'arrose mes galons de René Pujol
- 1936 : Bach détective de René Pujol : Narcisse
- 1937 : Le Cantinier de la coloniale de Henry Wulschleger
- 1938 : Mon curé chez les riches de Jean Boyer : l'abbé Pellegrin
- 1938 : Gargousse de Henry Wulschleger
- 1939 : Bach en correctionnelle de Henry Wulschleger : Papillon
- 1939 : Le Chasseur de chez Maxim's de Maurice Cammage
- 1947 : Le Charcutier de Machonville de Vicky Ivernel : Grasalard
- 1949 : Le Martyr de Bougival de Jean Loubignac: Jules

## Chansons
- Quand Madelon... (1914)
- Avec Bidasse (1914)
- La Caissière du Grand Café (1914)
- La Rue de la Manutention (1919)
- Les Pompiers de Nanterre (1933)
- Vive le pinard
- Je suis content, content ! paroles L. Bousquet, musique F. Heinz
- Marche silencieuse
- A la cantine, créée avec Henri Lavergne

## Théâtre
- 1943 : Mon curé chez les riches d'après le roman de Clément Vautel, mise en scène Robert Ancelin, Théâtre de la Porte-Saint-Martin

## Discographie
- Sur la Bedaine (Sulzbach - Ouvrard) par Bach de l'Eldorado OPERA 659 (1270)
- Nous sommes les trouffions (Christine - Cayron) par Bach de l'Eldorado OPERA 659 (1271)
- Le Gosse du commandant (Rimbault - Desmarets) monologue par Bach du Casino de Paris PATHE 3870 (202521)
- Ah ! Mince alors (Bousquet) monologue par Bach du Casino de Paris PATHE 3870 (202520)
- Je m'comprends (Bach) par Bach ODEON 238 386 (Ki4233)
- La Noce d'Isabelle (Christiné - Rimbault - Briollet) par Bach ODEON 238 386 (Ki4236)
- Le Tambour de Bécon (Borel-Clerc) Nina Myral, Bach & Laverne PATHE 3662 (201479)
- Dans les magasins (Borel-Clerc) Nina Myral, Bach & Laverne PATHE 3662 (201478)

## Publication
- Bach, Pouf...Paf...Pif, roman, Paris, éditions de la Vigne, 1952